# Saison 3 de Franklin and Bash
Chronologie
Saison 2 Saison 4
Cet article présente les épisodes de la troisième saison de la série télévisée américaine Franklin and Bash.

## Distribution de la saison

### Acteurs principaux
- Breckin Meyer (VFB : Alexandre Crépet) : Elmo « Jared » Franklin
- Mark-Paul Gosselaar (VFB : Maxime Donnay) : Peter Bash
- Malcolm McDowell (VFB : Philippe Résimont) : Stanton Infeld
- Dana Davis : Carmen Phillips
- Reed Diamond (VFB : Tony Beck) : Damien Karp
- Kumail Nanjiani (VFB : Romain Barbieux) : Pindar « Pindy » Singh
- Heather Locklear (VFB : Véronique Biefnot) : Rachel Rose King[1]

### Invités
- Adam Goldberg : August et Tim West[2] (épisode 1)
- Piers Morgan : lui-même[2] (épisode 1)
- Gates McFadden : Juge Mallory Jacobs (épisode 1)
- Nicky Whelan : Charlie (épisodes 2, 5 à 7, 9 et 10)
- Jane Seymour : Colleen Bash[2] (épisode 3)
- Rhea Seehorn : Ellen Swatello (épisodes 3 et 9)
- John Ratzenberger : Juge Elliot Reid (épisodes 4 et 6)
- Geoffrey Blake : Gerry Nelson (épisode 5)
- Michael Weaver : Danny Dubois (épisode 6)

## Liste des épisodes

### Épisode 1:Café crème
- États-Unis : 19 juin 2013 sur TNT[3]
- Canada : 9 septembre 2013 sur Bravo![4]
- Belgique : 9 mars 2014 sur La Deux[5]
- France :
  - 5 avril 2014 sur TF6[6]
  - 27 mars 2014 sur Chérie 25[7]
- Québec : 18 juin 2014 sur Séries+

- États-Unis : 1,97 million de téléspectateurs[8] (première diffusion)

### Épisode 2:Mort vivant
- États-Unis : 19 juin 2013 sur TNT
- Canada : 16 septembre 2013 sur Bravo!
- Belgique : 9 mars 2014 sur La Deux
- France :
  - 5 avril 2014 sur TF6
  - 27 mars 2014 sur Chérie 25
- Québec : 25 juin 2014 sur Séries+

- États-Unis : 1,97 million de téléspectateurs[8] (première diffusion)

### Épisode 3:Une mère pas comme les autres
- États-Unis : 26 juin 2013 sur TNT
- Canada : 23 septembre 2013 sur Bravo!
- Belgique : 16 mars 2014 sur La Deux
- France :
  - 5 avril 2014 sur TF6
  - 27 mars 2014 sur Chérie 25
- Québec : 2 juillet 2014 sur Séries+

- États-Unis : 2,2 millions de téléspectateurs[9] (première diffusion)

### Épisode 4:Capitaine Johnny
- États-Unis : 3 juillet 2013 sur TNT
- Canada : 30 septembre 2013 sur Bravo!
- Belgique : 16 mars 2014 sur La Deux
- France :
  - 5 avril 2014 sur TF6
  - 27 mars 2014 sur Chérie 25
- Québec : 9 juillet 2014 sur Séries+

- États-Unis : 2,19 millions de téléspectateurs[10] (première diffusion)

### Épisode 5:Des chiffres et des hommes
- États-Unis : 10 juillet 2013 sur TNT
- Canada : 7 octobre 2013 sur Bravo!
- Belgique : 23 mars 2014 sur La Deux
- France :
  - 5 avril 2014 sur TF6
  - 27 mars 2014 sur Chérie 25
- Québec : 16 juillet 2014 sur Séries+

- États-Unis : 2,18 millions de téléspectateurs[11] (première diffusion)

### Épisode 6:Freck contre Robbie
- États-Unis : 17 juillet 2013 sur TNT
- Canada : 14 octobre 2013 sur Bravo!
- Belgique : 23 mars 2014 sur La Deux
- France :
  - 12 avril 2014 sur TF6
  - 3 avril 2014 sur Chérie 25
- Québec : 23 juillet 2014 sur Séries+

- États-Unis : 1,96 million de téléspectateurs[12] (première diffusion)

### Épisode 7:Le Fêlé
- États-Unis : 24 juillet 2013 sur TNT
- Canada : 21 octobre 2013 sur Bravo!
- Belgique : 30 mars 2014 sur La Deux
- France :
  - 12 avril 2014 sur TF6
  - 3 avril 2014 sur Chérie 25
- Québec : 30 juillet 2014 sur Séries+

- États-Unis : 2,14 millions de téléspectateurs[13] (première diffusion)

### Épisode 8:Méteor-Man
- États-Unis : 31 juillet 2013 sur TNT
- Canada : 28 octobre 2013 sur Bravo!
- Belgique : 30 mars 2014 sur La Deux
- France : 
  - 12 avril 2014 sur TF6
  - 3 avril 2014 sur Chérie 25
- Québec : 6 août 2014 sur Séries+

- États-Unis : 2,3 millions de téléspectateurs[14] (première diffusion)

### Épisode 9:Le Chasseur de primes
- États-Unis : 7 août 2013 sur TNT
- Canada : 4 novembre 2013 sur Bravo!
- Belgique : 6 avril 2014 sur La Deux
- France :
  - 12 avril 2014 sur TF6
  - 3 avril 2014 sur Chérie 25
- Québec : 13 août 2014 sur Séries+

- États-Unis : 2,06 millions de téléspectateurs[15] (première diffusion)

### Épisode 10:La Guerre de 30 ans
- États-Unis : 14 août 2013 sur TNT
- Canada : 11 novembre 2013 sur Bravo!
- Belgique : 6 avril 2014 sur La Deux
- France : 
  - 12 avril 2014 sur TF6
  - 3 avril 2014 sur Chérie 25
- Québec : 20 août 2014 sur Séries+

- États-Unis : 2,17 millions de téléspectateurs[16] (première diffusion)

## Audiences aux États-Unis
| N° d'épisode | Titre original   | Titre français                | Chaîne | Date de diffusion originale | Audiences USA (en millions de téléspectateurs) |
| ------------ | ---------------- | ----------------------------- | ------ | --------------------------- | ---------------------------------------------- |
| 1            | Coffee and Cream | Café crème                    | TNT    | 19 juin 2013                | 1.97                                           |
| 2            | Dead and Alive   | Mort vivant                   | TNT    | 19 juin 2013                | 1.97                                           |
| 3            | 'Good Lovin      | Une mère pas comme les autres | TNT    | 26 juin 2013                | 2.20                                           |
| 4            | Captain Johnny   | Capitaine Johnny              | TNT    | 3 juillet 2013              | 2.19                                           |
| 5            | By the Numbers   | Des chiffres et des hommes    | TNT    | 10 juillet 2013             | 2.18                                           |
| 6            | Freck            | Freck contre Robbie           | TNT    | 17 juillet 2013             | 1.96                                           |
| 7            | Control          | Le Fêlé                       | TNT    | 31 juillet 2013             | 2.14                                           |
| 8            | Out of the Blue  | Méteor-Man                    | TNT    | 31 juillet 2013             | 2.30                                           |
| 9            | Shoot to Thrill  | Le Chasseur de primes         | TNT    | 7 août 2013                 | 2.06                                           |
| 10           | Gone in a Flash  | La Guerre de 30 ans           | TNT    | 14 août 2013                | 2.17                                           |